# Иосиф (Баженов)
Епископ Иосиф (в миру Иван Гаврилович Баженов или Бажанов; 16 июля 1827, слобода Екатериновка, Острогожский уезд, Воронежская губерния — 23 января 1886, Каменец-Подольский) — епископ Русской православной церкви, епископ Балтский, викарий Подольской епархии. Историк и духовный писатель.

## Биография
Родился 16 июля 1827 года в слободе Екатериновке Острогожского уезда Воронежской губернии (ныне Россошанский район) в семье диакона Гавриила Баженова.
В 1843 году окончил Павловское духовное училище, в 1849 году — Воронежскую духовную семинарию и в 1853 году — Санкт-Петербургскую духовную академию.
В 1843 году окончил Павловское духовное училище и поступил в Воронежскую духовную семинарию. После окончания в 1849 году семинарии по I разряду, продолжил обучение в Петербургской духовной академии, которую окончил в 1853 году со степенью кандидата богословия.
5 декабря 1853 года определён помощником ректора в Псковскую духовную семинарию.
12 июля 1855 года удостоен звания магистра богословия.
11 марта 1856 года пострижен в монашество; 28 марта рукоположён во иеродиакона, а 29 марта — во иеромонаха.
В 1857 года перемещён в Петербургскую семинарию преподавателем.
В октябре 1859 года назначен инспектором Санкт-Петербургской духовной семинарии.
С 29 марта 1862 года — ректор Костромской духовной семинарии и архимандрит Богородицкого Игрицкого монастыря.
С 12 августа 1866 — ректор Вятской духовной семинарии и архимандрит вятского Трифонова монастыря. С 25 сентября 1866 года — редактор «Вятских епархиальных ведомостей».
С 10 июля 1870 года — ректор Калужской духовной семинарии и архимандрит лихвинского Покровского Доброго монастыря Калужской епархии.
С 10 июня 1871 года — настоятель Лихвинского Покровского Доброго монастыря Калужской епархии.
С 18 декабря 1873 года — член Петербургского духовного цензурного комитета.
11 октября 1881 года назначен настоятелем Московского Заиконоспасского училищного монастыря.
30 декабря 1884 года хиротонисан во епископа Балтского, викария Подольской епархии.
Отличался проповедническим талантом, он проповедывал за каждою службою, красноречиво и глубокомысленно обсуждая современные общественные вопросы.
Скончался 23 января 1886 года. Похоронен на городском кладбище города Каменца-Подольского.

## Сочинения
- Историческая достоверность сказания Степенной книги о первоначальной святыне г. Пскова. СПб., 1858.
- Крестные ходы в г. Пскове и его окрестностях. СПб., 1858;
- Описание Свято-Благовещенской Никандровой пустыни. СПб., 1858;
- Описание Псковского Спасо-Елеазарова монастыря. СПб., 1858;
- О мирной кончине и воскресении умерших. СПб., 1862;
- Возстановление упразднённого Богоявленского монастыря в г. Костроме. СПб., 1864;
- Закладка храма в Костромском Богоявленско-Анастасиинском девичьем монастыре. Кострома. 1864;
- Утешения для умирающих о Господе. СПб., 1864;
- Монастырский вопрос, несколько заметок по поводу современных толков о реформе монастырей. СПб., 1872;
- Сведения о возобновлении Костромского Богоявленско-Анастасиина женского монастыря. Спб., 1879;
- Житие святого отца нашего Порфирия, епископа Газского. СПб., 1880;
- Заметки о Костромском Богоявленско-Анастасиином женском монастыре. СПб., 1880;
- Поучения на великие праздники православной церкви и на первую неделю Великого поста. СПб., 1881;
- Слово при погребении Прозорова. СПб., 1881;
- Избранные слова, беседы и речи магистра богословия архим. Иосифа. М., 1885.

В «Духовной Беседе», «Церковном Вестнике», «Церковно-общественном Вестнике» и особенно в «Страннике» Иосиф поместил много рецензий и статей по библейской истории, истории церкви, сектантства и пр.